# Provinz Chachapoyas

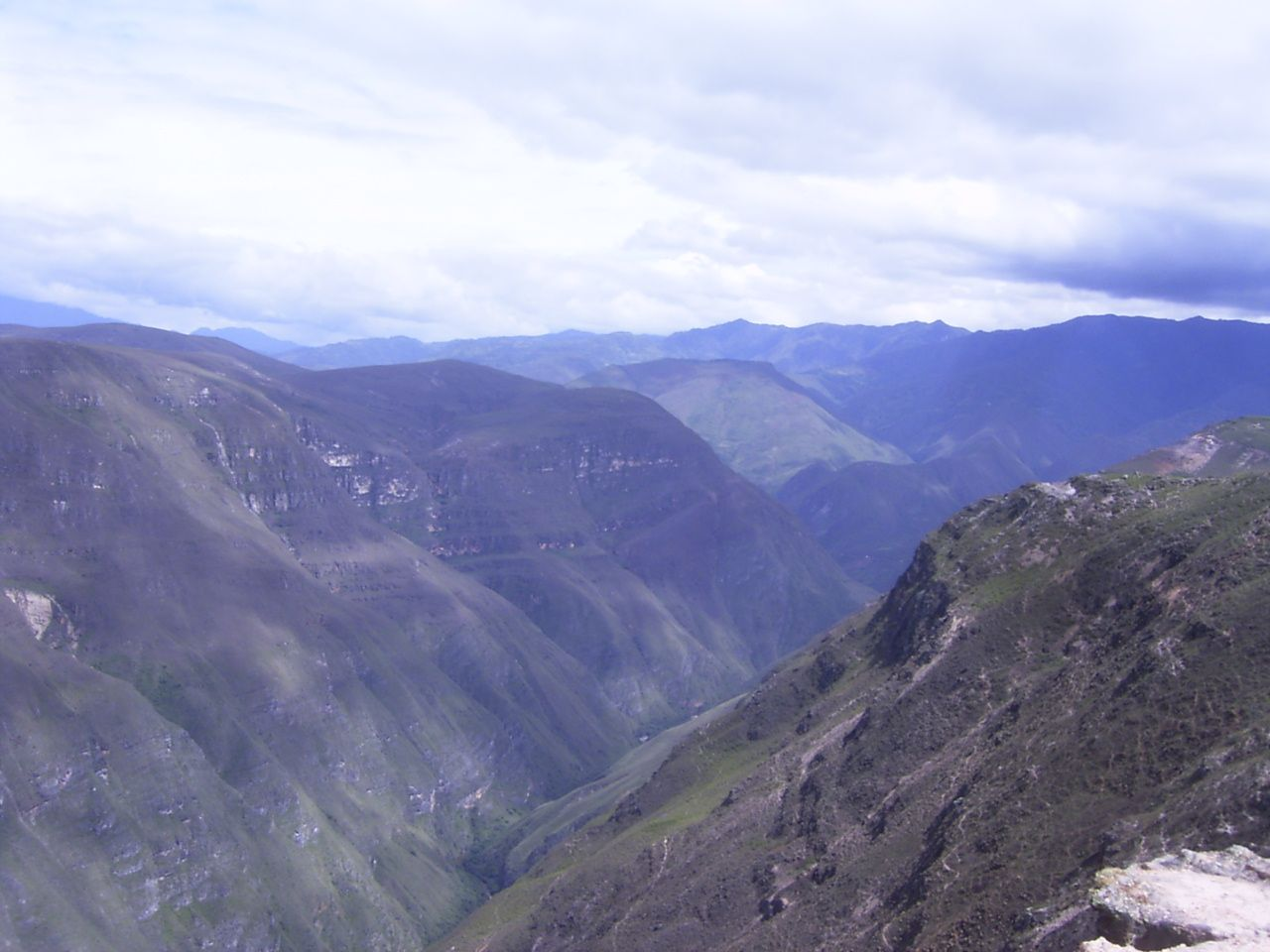
Blick von Huancas über die Schlucht des Río Sonche

Die Provinz Chachapoyas liegt im Süden der Region Amazonas in Nord-Peru. Verwaltungssitz ist die Stadt Chachapoyas (San Juan de la Frontera de los Chachapoyas). Sie ist außerdem Bischofssitz der Diözese Chachapoyas. Die Provinz hat eine Fläche von 3.312 km². Beim Zensus 2017 lebten 55.506 Menschen in der Provinz. Im Jahr 1993 betrug die Einwohnerzahl 45.058, im Jahr 2007 49.700.

## Geographische Lage
Die Provinz Chachapoyas grenzt im Osten an die Provinz Rodríguez de Mendoza, im Westen an die Provinz Luya, im Norden an die Provinz Bongará sowie im Süden an die Regionen San Martín und Cajamarca.

## Verwaltungsgliederung
Die Provinz Chachapoyas teilt sich in 21 Distrikte auf. Der Distrikt Chachapoyas ist Sitz der Provinzverwaltung.
| Distrikt                | Verwaltungssitz                       |
| ----------------------- | ------------------------------------- |
| Asunción                | Asunción Goncha                       |
| Balsas                  | Balsas                                |
| Chachapoyas             | Chachapoyas                           |
| Cheto                   | Cheto                                 |
| Chiliquín               | Chiliquín                             |
| Chuquibamba             | Chuquibamba                           |
| Granada                 | Granada                               |
| Huancas                 | Huancas                               |
| La Jalca                | La Jalca                              |
| Leimebamba              | Leymebamba                            |
| Levanto                 | Levanto                               |
| Magdalena               | Magdalena                             |
| Mariscal Castilla       | Duraznopampa (oder Durazno Pampa)     |
| Molinopampa             | Molinopampa                           |
| Montevideo              | Montevideo                            |
| Olleros                 | Olleros                               |
| Quinjalca               | Quinjalca                             |
| San Francisco de Daguas | San Francisco de Daguas (oder Daguas) |
| San Isidro de Maino     | Mayno (oder Maino)                    |
| Soloco                  | Soloco                                |
| Sonche                  | Sonche                                |

## Sehenswürdigkeiten

### Ruinen und Kirche Levanto
Levanto kann über den Inkaweg, der von Chachapoyas ausgeschildert ist, innerhalb von 3 Stunden erreicht werden. Ebenso besteht die Möglichkeit, mit dem Taxi zum Dorf zu gelangen. In Levanto befindet sich eine kleine Kirche mit einem interessanten Altarbild aus der Kolonialzeit. Um Levanto können außerdem verschiedene Ruinenfelder der Chachapoya besichtigt werden.

### Aussichtspunkt Huancas
Im Dorf Huancas gibt es zwei Aussichtspunkte. Sie sind nahe dem Dorf gelegen, allerdings nicht ausgeschildert. Die lokale Bevölkerung und die Prospekte, die man im Rathaus am Dorfplatz findet, können einem aber den Weg weisen. Von den Aussichtspunkten hat man einen guten Blick über das Tal des Río Sonche.

### Töpfern in Huancas
Huancas ist noch heute das Zentrum der Herstellung von Tontöpfen, die von der einheimischen Bevölkerung hauptsächlich benutzt werden – auch zum Kochen. Den Töpferinnen kann in Huancas direkt am Dorfplatz über die Schulter geschaut und im Tontopf gekochtes Essen probiert werden. Die Töpfe können dort auch gekauft werden.

### Altstadt von Chachapoyas
Die Altstadt von Chachapoyas bietet vielerlei Kleinode aus der Kolonialzeit sowie auch von den Chachapoya. Auf der Seite von Chachapoyas (Peru) ist ersichtlich, welche Produkte erhältlich sind.

### Höhlen und Ruinen in Magdalena
Das Dorf Magdalena beherbergt neben einer Plaza und einer Kirche die Ruinen von Makro, erbaut von den Chachapoya und sichtbar von Kuelap aus. Außerdem ist Magdalena der Ausgangsort für Reisen zu den Höhlen von Shiual.

### Angeln in Molinopampa
Molinopampa liegt direkt am Río Sonche und ist für seinen Fischreichtum in der ganzen Gegend bekannt. Deshalb wird Molinopampa von Hobbyanglern geschätzt. Auch Bergtouren sind im Umkreis sehr schön. Mehr dazu im Artikel Molinopampa.

### Mumien in Leymebamba
Im Museum Leymebamba findet man über 200 Mumien der Chachapoya-Kultur. Außerdem ist Leymebamba der Ausgangspunkt zu Reisen zum Kondorsee. Leymebamba ist ein ruhiges Dörfchen am Fluss Utcubamba.

### Wasserfälle Gocta und Yumbilla
Zu den höchsten Wasserfällen der Welt zählen Gocta mit 771 m (ganzjährig wasserführend) und Yumbilla mit knapp 900 m (nur zur Regenzeit wasserführend).

## Veranstaltungskalender
| Distrikt                                                             | Wichtigste Feste           | Datum           | Ort                |
| Chachapoyas                                                          | Tourismuswoche Chachapoyas | Erste Juniwoche | Chachapoyas        |
| Cheto                                                                | Karwoche                   | 5. April        | Cheto              |
| Chuquibamba                                                          | Sankt Peter                | 29. Juni        | Chuquibamba        |
| La Jalca                                                             | Sankt Johannes der Täufer  | 24. Juni        | La Jalca           |
| Leymebamba                                                           | „Virgen del Carmen“        | 16. Juli        | Levanto            |
| Levanto                                                              | Fest des Dorfheiligen      | 24.–29. Juni    | Levanto            |
| Levanto                                                              | Fest des Dorfheiligen      | 5. September    | Quipachacha        |
| Mariscal Castilla                                                    | Peter und Paul             | 29. Juni        | San Pedro          |
| Molinopampa                                                          | Fronleichnam               | Mai             | Molinopampa        |
| Montevideo                                                           | Fest des Dorfheiligen      | 2. Februar      | Montevideo         |
| Olleros                                                              | Dreifaltigkeit             | Juni            | Olleros            |
| Quinjalca                                                            | Sankt Johannes             | 24. Juni        | Cashac             |
| San Francisco de Daguas                                              | Señor de los Milagros      | 18. Oktober     | Daguas             |
| San Isidro de Maino                                                  | Fest des Dorfheiligen      | 7. Juni         | Mayno              |
| Soloco                                                               | Karwoche                   | Variable        | Soloco             |
| Sonche                                                               | Sankt Johannes             | 24. Juni        | San Juan de Sonche |
| Quelle: chachapoyasonline.com (Übersetzung aus spanischer Wikipedia) |                            |                 |                    |